# Landunvez
Landunvez è un comune francese di 1 439 abitanti situato nel dipartimento del Finistère nella regione della Bretagna.

Diede i natali alla pittrice Marie Bracquemond.

## Società

### Evoluzione demografica
Abitanti censiti